# Apenburg-Winterfeld
Apenburg-Winterfeld település Németországban, azon belül Szász-Anhalt tartományban. Lakosainak száma 1703 fő (2023. december 31.). Apenburg-Winterfeld Beetzendorf és Kuhfelde községekkel határos.

## Népesség
A település népességének változása:
| Lakosok száma | 1703 | 1718 | 1695 | 1700 | 1703 |
|               | 2017 | 2019 | 2021 | 2022 | 2023 |